# Fahrenheit (magyar együttes)
A Fahrenheit magyar rockzenekar, melyet 1994 szeptemberében alakított Maróthy Zoltán (ének, gitár), Vörös Gábor (basszusgitár) és Tobola Csaba (dob); a tagok korábban az Ossian együttesben már játszottak együtt. 1995 és 1999 között három lemezt jelentettek meg. Sokat koncerteztek Budapesten és vidéken, a fővárosban havi rendszerességgel klubkoncerteket adtak a Lágymányosi Közösségi Házban és a Bem Rockparton. Emellett a tagok számos más produkcióban is részt vettek illetve vesznek (többek között a L'art pour l'art társulat munkájában vagy Kiss Forever Bandben). 
2001-től a zenekar működése szünetel, bár 2006 februárjában ismét összeálltak egy koncert erejéig. Hosszú szünet után 2017. december 28-án ismét koncertet adtak.

## Diszkográfia
Stúdióalbumok
- Fahrenheit (1995)
- Egyedül (1996)
- Fahrenheit III. (1999)